# Galium bornmuelleri
Galium bornmuelleri är en måreväxtart som beskrevs av Heinrich Carl Haussknecht och Joseph Friedrich Nicolaus Bornmüller. Galium bornmuelleri ingår i släktet måror, och familjen måreväxter. Inga underarter finns listade i Catalogue of Life.